# Adrie Lasterie
Aartje Elisabeth Adrie Lasterie (Hilversum, Países Bajos, 16 de diciembre de 1943 - Naarden, Países Bajos, 22 de marzo de 1991 ) fue una nadadora especializada en pruebas de estilo libre. Fue campeona de Europa en 400 metros libres y 400 metros estilos durante el Campeonato Europeo de Natación de 1962.

## Palmarés internacional
| Campeonato Europeo de Natación | Campeonato Europeo de Natación | Campeonato Europeo de Natación | Campeonato Europeo de Natación |
| Año                            | Lugar                          | Medalla                        | Prueba                         |
| ------------------------------ | ------------------------------ | ------------------------------ | ------------------------------ |
| 1962                           | Leipzig ( Alemania)            | Medalla de oro                 | 400 m libre                    |
| 1962                           | Leipzig ( Alemania)            | Medalla de oro                 | 400 m estilos                  |
| 1962                           | Leipzig ( Alemania)            | Medalla de oro                 | 4 × 100 m libres               |